# Johann Urb
Johann Urb (Tallinn, 24 gennaio 1977) è un attore ed ex modello estone naturalizzato statunitense.

## Biografia

### Origini e formazione
Johann Urb nacque a Tallinn, figlio del musicista Tarmo Urb. A dieci anni si è trasferito con sua madre ed il nuovo marito di lei a Tampere (Finlandia) e a diciassette anni ha raggiunto suo padre negli Stati Uniti, dove a New York ha iniziato la carriera da modello che l'ha condotto successivamente al cinema. Ha studiato presso il Lee Strasberg Theatre and Film Institute.

### Carriera cinematografica
Nel 2001 ha interpretato una piccola parte nel film Zoolander. Successivamente è apparso nel cortometraggio Fear of Feathers e ha recitato in un episodio di CSI: Miami. Nel 2004, è apparso nella breve serie televisiva The Mountain. A seguito di ciò ha partecipato quale ospite a vari programmi televisivi e recitato in ruoli cinematografici minori.
Ha avuto un primo ruolo importante in The Hottie and the Nottie nel 2008. L'anno seguente è comparso nel film catastrofico 2012 di Roland Emmerich e nella serie di TV di genere fantasy Eastwick. Nel 2012 ha interpretato Leon Scott Kennedy in Resident Evil: Retribution.
Nel 2017 prende parte alla famosa serie TV Arrow, della DC Comics. Nel 2019 invece è tra i protagonisti della serie Pandora.

## Filmografia

### Cinema
- Zoolander, regia di Ben Stiller (2001)
- Fear of Feathers, regia di Chad McCord – cortometraggio (2003)
- All In, regia di Nick Vallelonga (2006)
- Life Happens, regia di Bryan Stratte – cortometraggio (2006)
- 1408, regia di Mikael Håfström (2007)
- The Hottie & the Nottie, regia di Tom Putnam (2008)
- Toxic, regia di Alan Pao (2008)
- Strictly Sexual, di Joel Viertel (2008)
- Hired Gun, regia di Brad Jurjens (2009)
- 2012, regia di Roland Emmerich (2009)
- Hard Breakers, regia di Leah Sturgis (2010)
- Il mio angolo di Paradiso (A Little Bit of Heaven), regia di Nicole Kassell (2011)
- Hot Dog Water, regia di Osmany Rodriguez e Matt Villines – cortometraggio (2011)
- Small Gods, regia di Marcus Perry – cortometraggio (2011)
- Dorfman, regia di Brad Leong (2011)
- Resident Evil: Retribution, regia di Paul W.S. Anderson (2012)
- Beautiful Girl, regia di Stevie Long (2014)
- Breach - Incubo nello spazio (Breach), regia di John Suits (2020)
- American Siege, regia di Edward Drake (2022)

### Televisione
- Miss Match – serie TV, episodio 1x02 (2003)
- CSI: Miami – serie TV, episodio 2x15 (2004)
- The Mountain – serie TV, 13 episodi (2004-2005)
- Una famiglia nel west - Un nuovo inizio (Love's Long Journey), regia di Michael Landon Jr. – film TV (2005)
- Entourage – serie TV, episodio 3x09 (2006)
- The Minor Accomplishments of Jackie Woodman – serie TV, episodi 1x03-1x04 (2006)
- Til Death - Per tutta la vita ('Til Death) – serie TV, episodio 1x04 (2006)
- Dash 4 Cash, regia di Betty Thomas – film TV (2007)
- Dirt – serie TV, 5 episodi (2007)
- The Bank Job, regia di Brad Jurjens e John Wicker – film TV (2007)
- Hidden Palms – serie TV, episodio 1x06 (2007)
- One Tree Hill – serie TV, episodio 5x01 (2008)
- La promessa di un pistolero (A Gunfighter's Pledge), regia di Armand Mastroianni – film TV (2008)
- Knight Rider – serie TV, episodio 1x03 (2008)
- Eastwick – serie TV, 10 episodi (2009)
- 100 Questions – serie TV, episodio 1x06 (2010)
- Hallelujah, regia di Michael Apted – film TV (2011)
- The Glades – serie TV, episodio 2x11 (2011)
- Strictly Sexual: The Series, regia di Joel Viertel – miniserie TV (2011)
- NCIS - Unità anticrimine (NCIS) – serie TV, episodio 12x02 (2014)
- Arrow – serie TV, 5 episodi (2017-2018)
- Pandora – serie TV, 2 episodi (2019)

## Doppiatori italiani
Nelle versioni in italiano delle opere in cui ha recitato, Johann Urb è stato doppiato da:
- Massimo Bitossi in CSI: Miami, Resident Evil: Retribution
- Edoardo Stoppacciaro in Eastwick
- Guido Di Naccio ne Il mio angolo di paradiso
- Davide Lepore in CSI: NY
- Denis Gusev in 2012
- Roberto Certomà in The Glades
- Riccardo Scarafoni in NCIS - Unità anticrimine
- Massimiliano Plinio in Arrow